# 利特爾 (喬治亞州)
利特爾（英語：Lytle）是位於美國喬治亞州沃克縣的一個非建制地區。該地的面積和人口皆未知。

## 地理
利特爾的座標為34°54′59″N 85°16′30″W / 34.91639°N 85.27500°W，而該地的平均海拔高度為234米（即768英尺）。